# Giacomo Antonio de Maggi
Giacomo Antonio de Maggi, uváděný i jako Jakub Antonín de Maggi (snad 1651 Bruzella, Švýcarsko – 25. června 1706 České Budějovice) byl italský barokní stavitel. Působil zejména v jižních Čechách ve službách Eggenberků a Schwarzenberků.

## Život a dílo
Giacomo Antonio de Maggi je uváděn jako rodák ze severní Itálie, který se už v roce 1665 stal schwarzenberským dvorním stavitelem. V této funkci se podílel na řadě staveb:
- v letech 1668–1674 přestavěl pohořelou tvrz ve vsi Dříteň na jednopatrový barokní zámek (svědčí o tom i písmena I. A. M. (aggi) fecit na soklu vpravo od vstupního portálu), který pak sloužil k ubytování vrchnostenských úředníků.[3] V téže vsi pak v roce 1691 postavil kostel sv. Dismase,[4]
- řídil barokní přestavbu zámku Hluboká (v letech 1677–1698),
- v 80. letech 17. století opravoval vyhořelý zámek Kratochvíli,
- Jan Adolf ze Schwarzenbergu nechal podle jeho plánů v roce 1685 přestavět hospodářský dvorec a zámeček v Jinonicích,[5]
- barokně upravil českokrumlovský zámek (v letech 1685–1687, ještě pro Eggenberky), a snad se podílel i na původní stavbě zámeckého divadla,[6]
- navrhl renovaci klenby chrámu sv. Mikuláše v Českých Budějovicích a obnovil jeho zřícené průčelí (1686–1688); dvojetážové průčelí italského typu je prakticky jedinou dochovanou památkou raného baroka v Českých Budějovicích,[7]
- v českokrumlovském minoritském klášteře po požáru v roce 1668 přestavoval kostel Božího těla,[8]
- vypracoval plány nového panského pivovaru v Postoloprtech, s jehož stavbou začal roku 1692 Ferdinand Vilém Eusebius ze Schwarzenbergu,[9]
- je mu připisován i projekt stavby zámku v Toužetíně na základech starší tvrze v roce 1696.

V letech 1668–1692 byl majitelem domu v Hluboké nad Vltavou. V roce 1685, kdy získal spolu se svými syny pražské měšťanství, mu patřil dům na Malé Straně v Praze. Zemřel a byl pohřben v Českých Budějovicích, kde se v kostele Obětování Panny Marie na Piaristickém náměstí zachoval náhrobní kámen, na kterém je uvedeno, že byl 40 let schwarzenberským architektem.
Stavitelem byl i jeho syn Antonio de Maggi († 1738), který působil na Plzeňsku a je doložen např. jako stavitel kostela Narození Panny Marie v Kotouni (v letech 1704–1705), později (v letech 1707–1737) přestavěl i zámek v nedalekých Oselcích a byl stavitelem zámků v Životicích (1719) a ve Starém Smolivci.

## Galerie

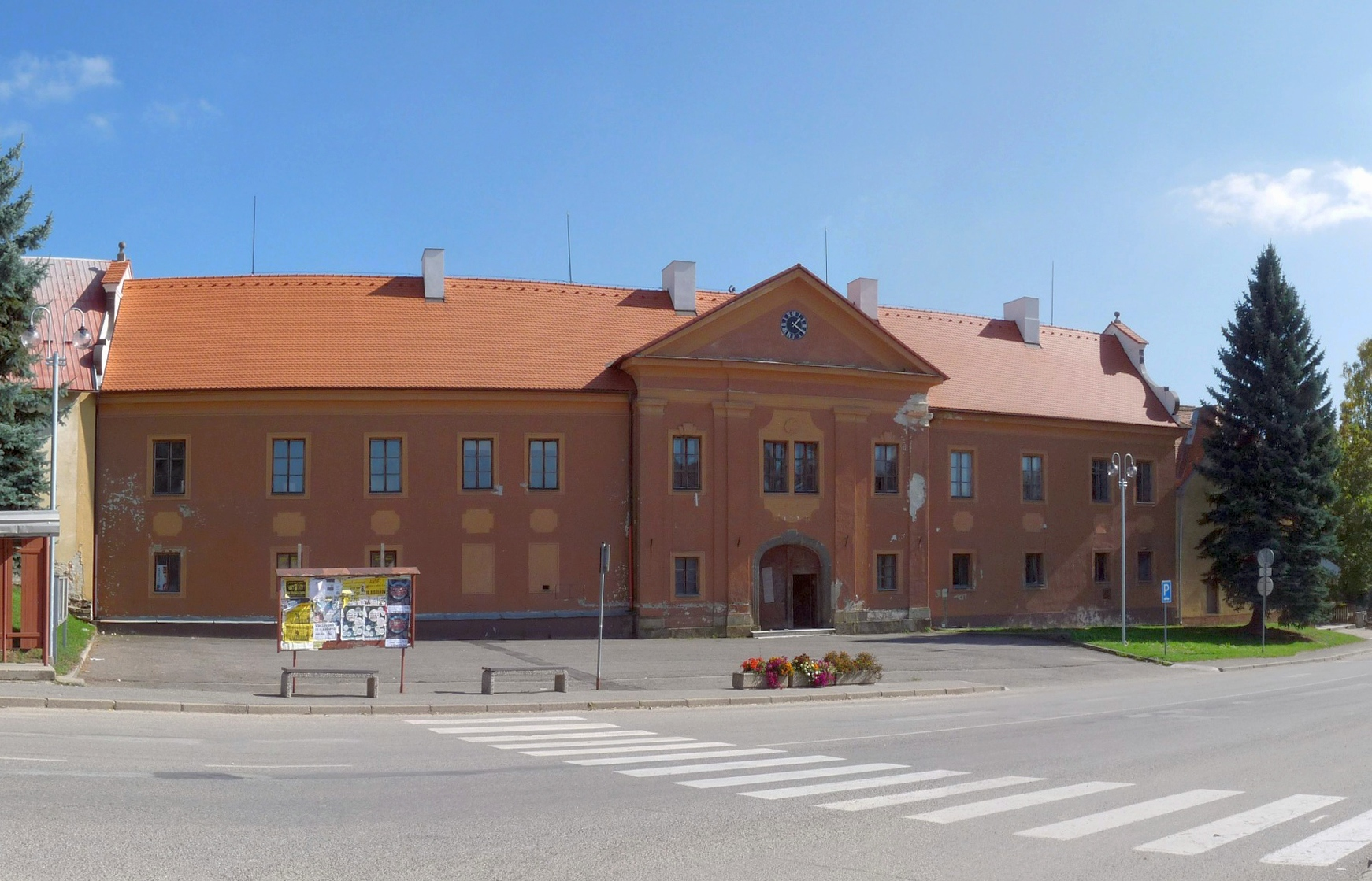
Dříteň, zámek
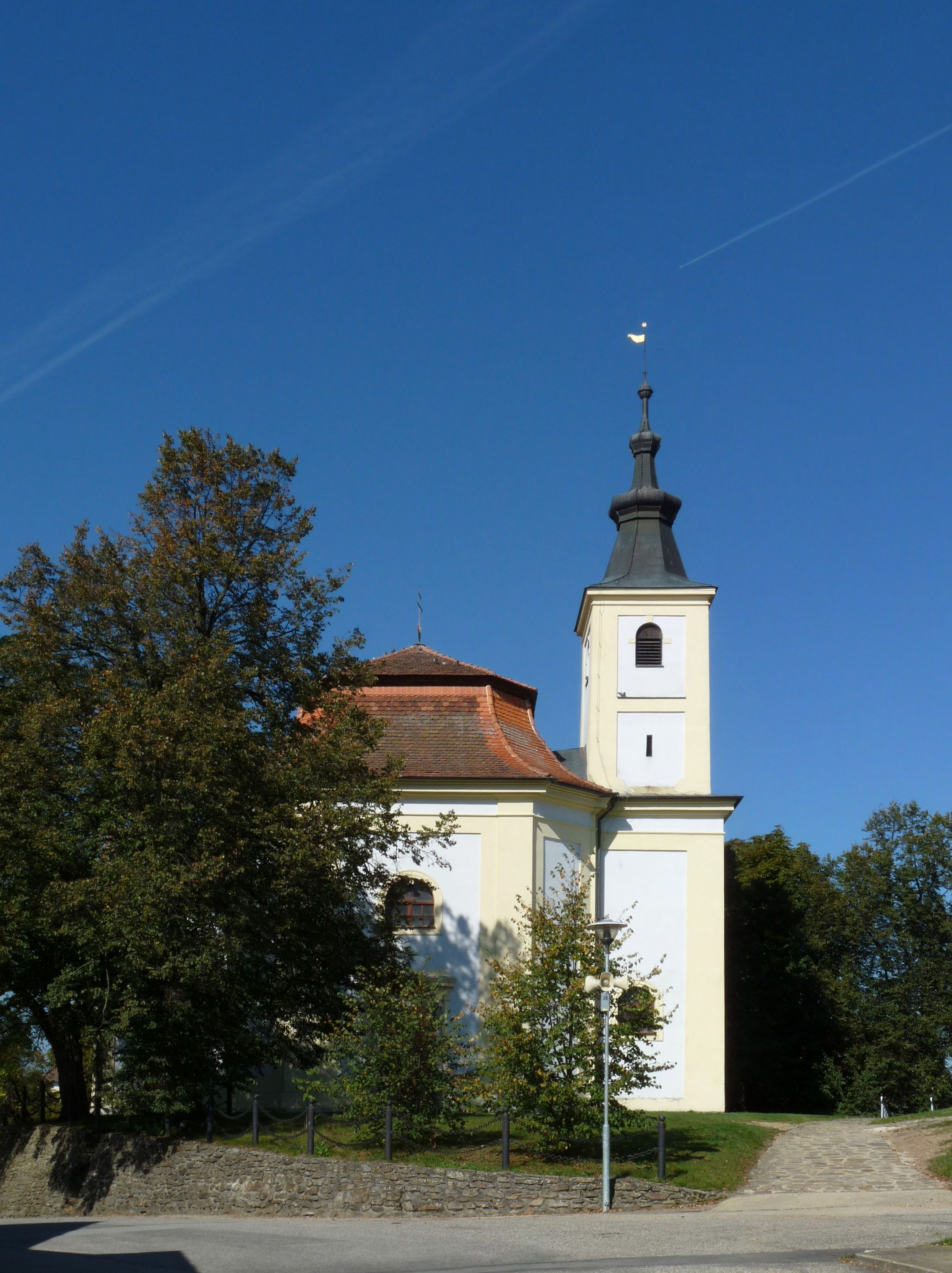
Dříteň, kostel
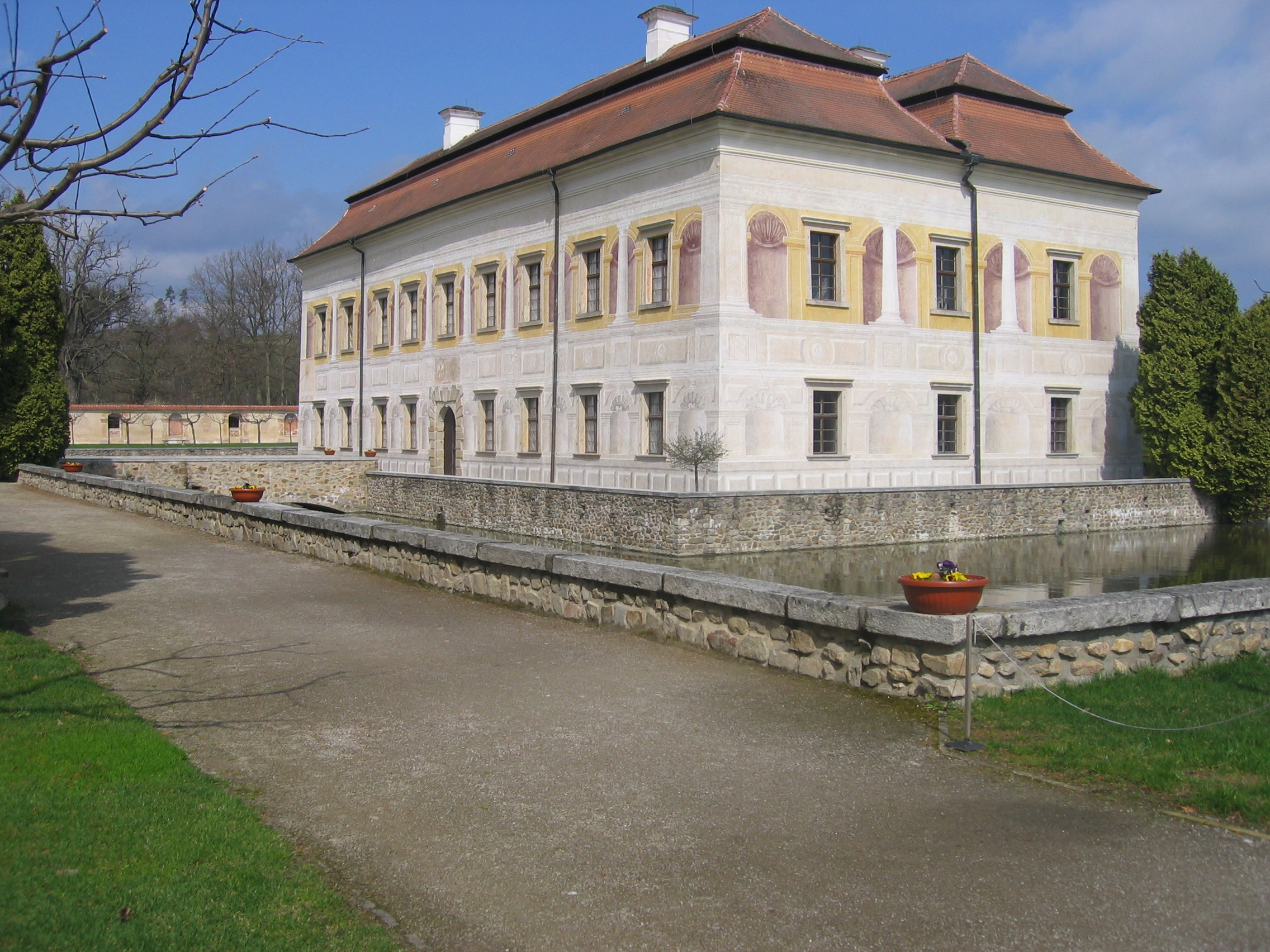
Zámek Kratochvíle
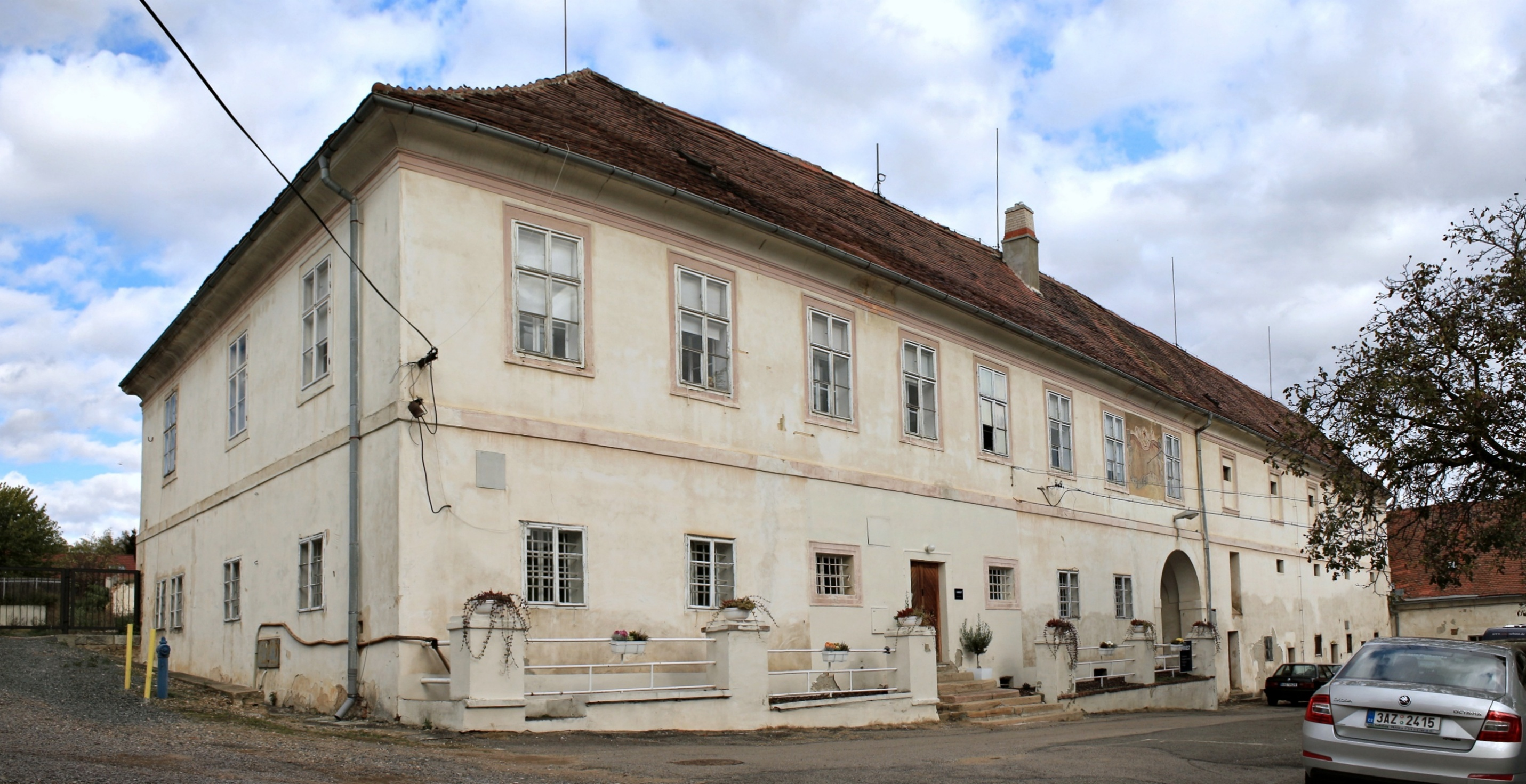
Jinonický zámeček
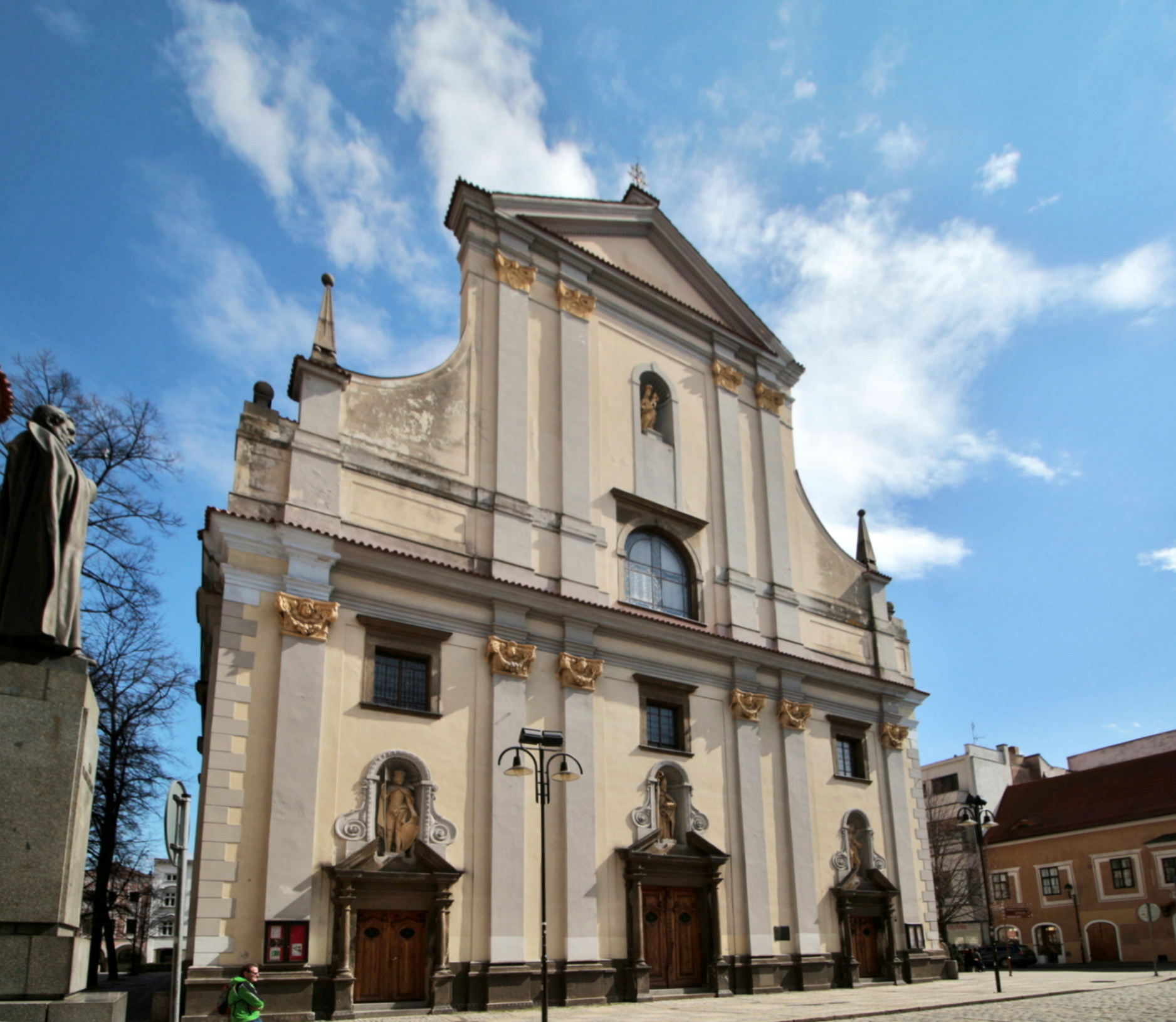
České Budějovice, průčelí katedrály sv. Mikuláše
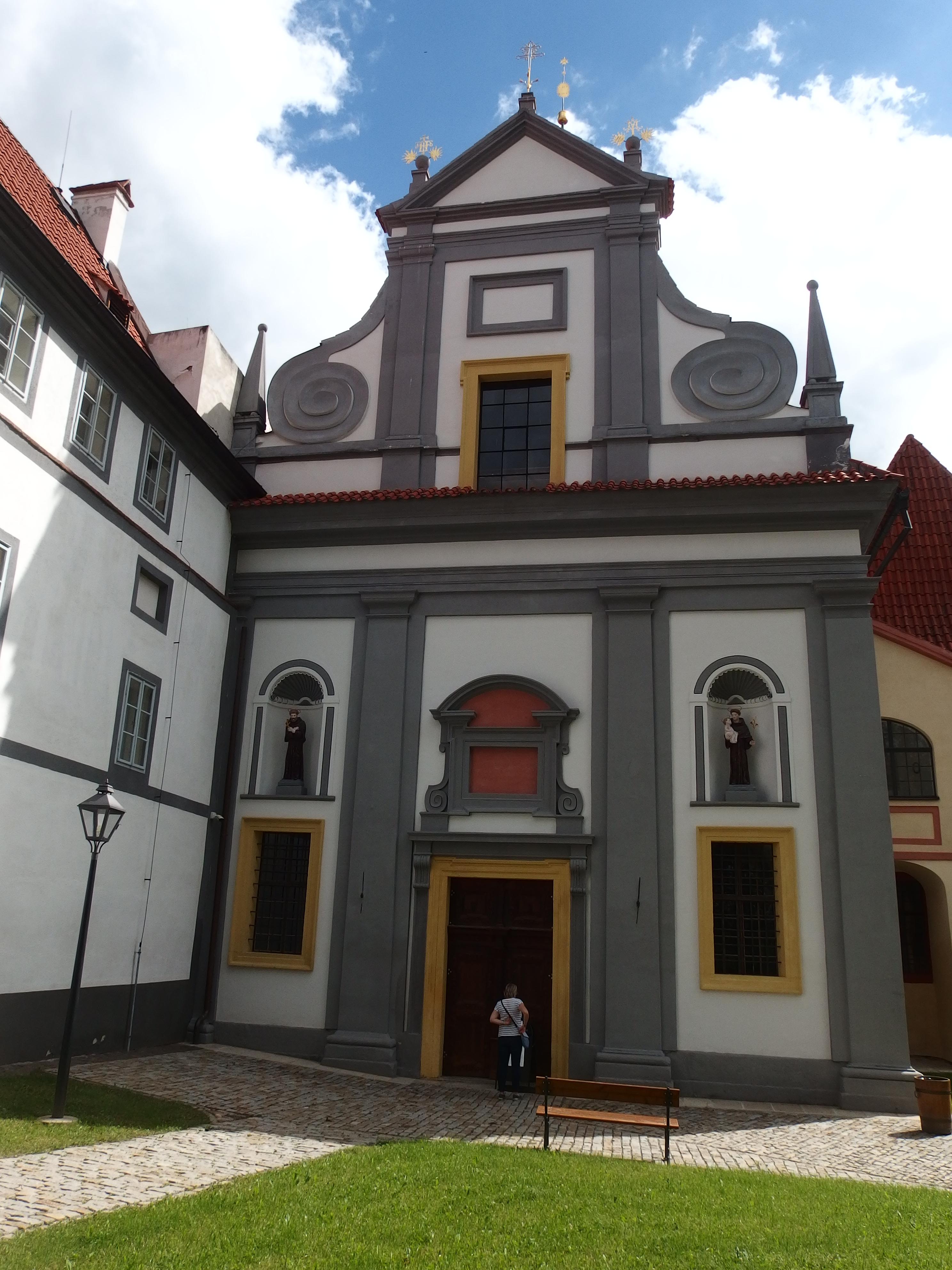
Český Krumlov, kostel Božího těla v klášteře minoritů
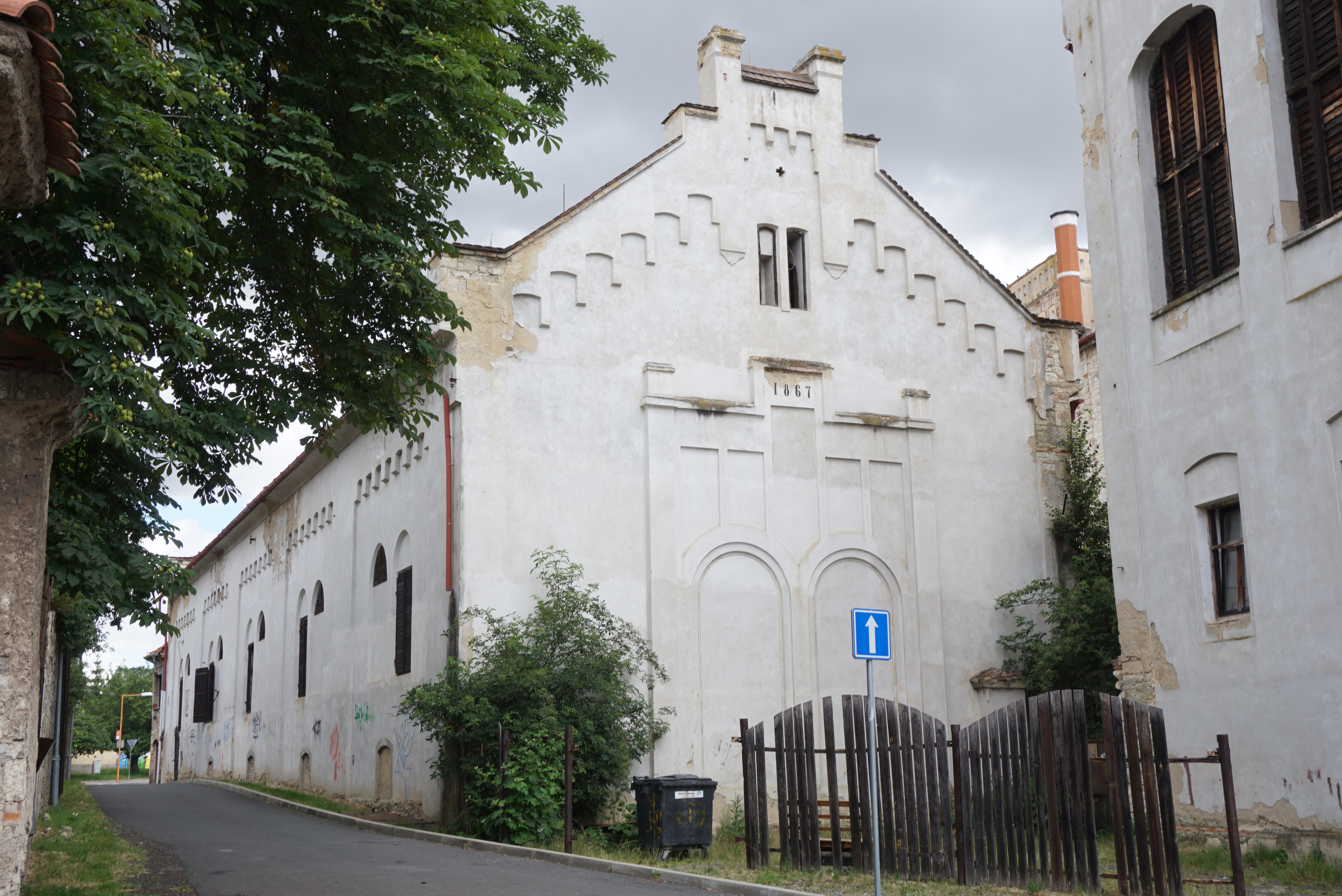
Postoloprty, pivovar
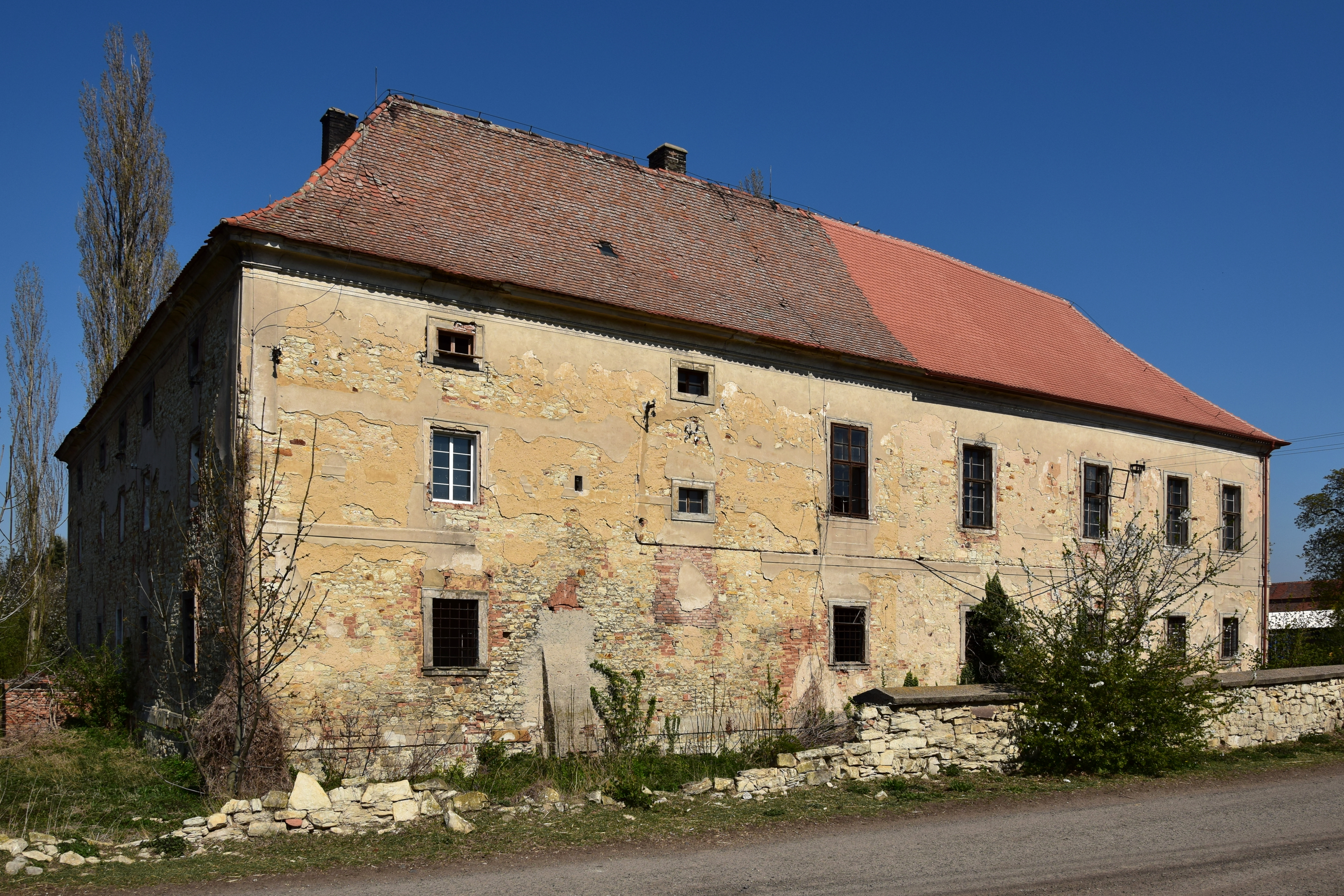
Toužetín, zámek